# 九龍區專線小巴45M線
九龍區專線小巴45M線是香港一條已停辦的專線小巴路線，由鄭記小巴的士有限公司營辦，來往明愛醫院及深水埗（基隆街），途經蘇屋邨、李鄭屋邨、港鐵長沙灣站及西九龍中心。小巴布牌印有「上明愛醫院」，因為此路線能深入醫院內通道，其他小巴路線只能到達永康街（懷明樓）。
九龍區專線小巴45B線是香港一條已停辦的專線小巴路線，由鄭記小巴的士有限公司營辦，為45M線的輔助服務，循環來往桂林街（汝州街近桂林街）及蘇屋，途經西九龍中心、港鐵長沙灣站及順寧道街市，為蘇屋邨居民提供接駁就近港鐵站的專綫小巴服務。

## 歷史
本路線為1998年3月28日運輸署公開招標15組共19條專綫小巴路線其中之一。當時的長沙灣總站擬設於長沙灣地鐵站（永隆街），同年投入服務，當時來往明愛醫院及長沙灣（永隆街）。
- 約2002年10月，總站由長沙灣（永隆街）遷往深水埗（九江街）。約2003年12月再延長至深水埗（基隆街）。

- 2005年2月28日：因應11M線停辦，增設輔助服務45B線（深水埗（九江街）↺蘇屋邨）。[2]
- 2022年：45B取消服務。
- 2024年10月7日：45M取消服務，由捷倫有限公司臨時開辦九龍專線小巴第75S號線取代。[3]

## 服務時間及班次
45M
| 明愛醫院開     | 明愛醫院開  | 明愛醫院開   | 深水埗（基隆街）開 | 深水埗（基隆街）開 | 深水埗（基隆街）開 |
| 日期           | 服務時間    | 班次（分鐘） | 日期               | 服務時間           | 班次（分鐘）       |
| -------------- | ----------- | ------------ | ------------------ | ------------------ | ------------------ |
| 星期一至六     | 06:30-23:15 | 7-15         | 星期一至六         | 06:30-23:15        | 7-15               |
| 星期日及紅假期 | 06:30-23:15 | 10-15        | 星期日及紅假期     | 06:30-23:15        | 10-15              |

45B
- 每日深水埗站開：08:00-19:00（30分鐘一班）

## 收費
- 全程收費:$4.5
  - 保安道往蘇屋：$4.1

| - 此路線大小同價。 - 65歲或以上長者使用長者或個人八達通（包括「樂悠咭」），合資格殘疾人士使用「殘疾人士身份」個人八達通，以及60至64歲香港居民使用「樂悠咭」繳付車資，均可享有每程劃一$2.0的政府長者及合資格殘疾人士公共交通票價優惠計劃。 - 乘客可以現金或八達通卡於上車時付款，不設找贖。 |

## 使用狀況
運輸署於2014年12月向深水埗區議會透露，45M線日均載客量為2400多人，而45B線則只有80多人乘搭。